# Мёртвые (повесть)
«Мёртвые» — повесть Джеймса Джойса, завершающая сборник «Дублинцы». Считается шедевром англоязычной новеллистики XX века. В «Мёртвых» писатель развил центральные темы западноевропейской прозы столетия: отсутствия понимания между людьми, одиночества, осознания своего места в окружающем мире. В 1987 году Джон Хьюстон снял по мотивам повести одноимённый фильм, а в 1999 году на Бродвее дебютировал мюзикл с Кристофером Уокеном в главной роли.

## История создания
Предполагалось, что в сборник войдёт четырнадцать рассказов, однако проблемы с изданием «Дублинцев» отсрочили выход книги в свет и в окончательном варианте Джойс включил в него «Мёртвых», написанных весной и летом, и законченных в сентябре 1907 года. Как считал сам Джойс, в «Дублинцах» он «излишне сурово» обошёлся с Дублином, «уникальный островной колорит и гостеприимство» которого заслуживают особого внимания.
Повесть объединяет в себе мотивы всех рассказов сборника, однако в более тонкой и сложной трактовке. Её основная тема — невидимая, но прочная связь мёртвых и живых — отсылает к «Сёстрам», первому рассказу цикла.
Метафоре, завершающей «Мёртвых», литературоведы дают различное толкование. В Ирландии, засыпаемой снегом, видят и символ объединения живых и мёртвых, и Дублина с Западом страны, где, по мнению сторонников Ирландского Возрождения, жили истинные носители гэльской культуры, но также и образ паралича, охватившего всю страну.

## Сюжет
На рождественский бал к престарелым сёстрам-музыкантам и их племяннице, трём мисс Моркан, собираются друзья и родственники. Приходит и племянник Джулии и Кэт Моркан — журналист Габриел Конрой с женой Гретой.
В конце вечера Габриел видит в полумраке на лестнице Грету: она слушает старинную ирландскую песню, доносящуюся из зала. Тайна, исходящая от жены, её красота, заставляют Габриела вспомнить самые светлые эпизоды их супружества. Он с нетерпением ждёт момента, когда останется наедине с женой. Позже Габриел с удивлением замечает отчуждение и печаль Греты. Она признаётся: звуки песни напомнили ей мальчика, Майкла Фюрея, который любил её в юности и умер из-за неё.
Конрой неожиданно осознаёт, что всё, что ранее составляло предмет его гордости — фикция, что умерший юноша более жив, чем он, что «лучше смело перейти в иной мир на гребне какой-нибудь страсти, чем увядать и жалко тускнеть с годами».

## Действующие лица
- Габриел Конрой — главный герой, Джойс во многом наделил его своими чертами.
- Грета Конрой — жена Габриела, прототипом послужила жена Джойса Нора Барнакл. История с Майклом Фюрейем имеет биографический характер.
- Сёстры Джулия и Кэт Моркан — хозяйки вечера, учительницы музыки. Их и большую часть гостей Джойс наделил чертами своих родственников.
- Мери Джейн Моркан — племянница хозяек, учительница музыки.
- Молли Айворз — бывшая однокурсница Габриела по Королевскому университету, сторонница программы Ирландского Возрождения. С ней у Габриела во время танца возникает размолвка: Молли обвиняет его в отсутствии патриотизма и полушутя называет англофилом. Сам Джойс весьма скептически относился к Ирландскому Возрождению, видя в нём лишь националистическую составляющую, стремление изолировать страну, тогда как, по его мнению, Ирландия нуждалась в сближении с европейской культурой.
- Лили — служанка сестёр Моркан. Её ответ на неудачную шутку Габриела — отсылка к рассказу «Два рыцаря» из сборника «Дублинцы».
- Мистер Браун — единственный протестант на вечере.
- Фредди Мэлинз — пьяница, друг Габриела.
- Бартелл д’Арси — знаменитый тенор, он исполняет песню «Девушка из Аугрима», которая пробудила в Грете воспоминания юности.

Позднее Габриел Конрой, Грета Конрой, Кэт и Джулия Моркан и Бартелл д’Арси появятся в романе «Улисс».